# Bilozerivka, Lîpoveț
Bilozerivka (în ucraineană Білозерівка) este un sat în comuna Șceaslîva din raionul Lîpoveț, regiunea Vinnița, Ucraina.

## Demografie
Componența lingvistică a localității Bilozerivka
     Ucraineană (98,36%)
     Rusă (1,64%)
Conform recensământului din 2001, majoritatea populației localității Bilozerivka era vorbitoare de ucraineană (98,36%), existând în minoritate și vorbitori de rusă (1,64%).